# Malta i olympiska sommarspelen 1988
Malta deltog i de olympiska sommarspelen 1988 med en trupp bestående av fyra deltagare, men ingen av landets deltagare erövrade någon medalj.

## Brottning
Bantamvikt, fristil
- Jesmond Giordemaina

## Bågskytte
Damernas individuella
- Joanna Agius
  - Inledande omgång — gick inte vidare (→ 58:e plats)

## Judo
Herrar
- Jason Trevisan

## Segling
Herrarnas division II
- Jean Paul Fleri Soler - 35:e plats